# Welf al II-lea de Bavaria
Welf al II-lea, supranumit cel Gras (n. 1072 – d. 24 septembrie 1120, Kaufering, Bayerischer Reichskreis⁠(d), Germania), aparținând Dinastiei Welfilor, a fost duce al Bavariei ca Welf al V- lea din 1101 până la moarte.

## Viața și domnia
Welf a fost fiul cel mare al ducelui Welf I de Bavaria și al soției sale, Iudita de Flandra. În 1089 Welf s-a căsătorit cu Matilda de Toscana, în vârstă de 26 de ani și aflată la a doua căsătorie, în scopul întăririi poziției familiei sale în Controversa pentru învestitură, între imperiu și papalitate. Welf și Matilda au luptat împotriva împăratului Henric al IV-lea, în timpul campaniei acestuia în Italia în 1090.
Când a aflat că Matilda a transferat în ascuns proprietățile sale Bisericii încă înainte de căsătoria lor, Welf a părăsit-o în 1095 și, alături de tatăl său, Welf I de Bavaria, au schimbat tabăra trecând de partea regelui Henric al IV-lea, probabil în schimbul promisiunii acestuia de a fi succesorul tatălui său în Ducatul de Bavaria.
Într-adevăr, după moartea tatălui său în 1101 Welf a moștenit titlul de Duce al Bavariei. Din această poziție, el a continuat să fie fidel alianței cu regii din Dinastia Saliană. El nu s-a recăsătorit și a murit în 1120 fără a lăsa urmași. Welf al II-lea a fost înmormântat în Abația Weingarten. 